# Kōichi Kuyama
Kōichi Kuyama (jap. 久山 宏一 Kuyama Kōichi; ur. 1958 w prefekturze Saitama) – japoński rusycysta i polonista, tłumacz, znawca polskiej literatury romantycznej, specjalista z zakresu filmu polskiego, wykładowca akademicki.

## Życiorys
Ukończył studia na Tokijskim Uniwersytecie Studiów Międzynarodowych (TUFS) w Instytucie Filologii Rosyjskiej oraz na Uniwersytecie Waseda. W latach 1987–1995 wykładał język japoński, literaturę japońską oraz translatorykę w Katedrze Orientalistyki Uniwersytetu im. Adama Mickiewicza w Poznaniu.
W 1990 roku uzyskał stopień doktora na Uniwersytecie im. Adama Mickiewicza w Poznaniu (rozprawa Sonety Mickiewicza a sonet rosyjski w dobie romantyzmu, promotor Bohdan Galster). W 1996 roku po powrocie do Japonii zaczął wykładać język polski oraz historię kultury polskiej. Pracował między innymi na Uniwersytecie Hitotsubashi (1997–1998) oraz na Uniwersytecie Tokijskim (1998–2013), na Uniwersytecie Soka w Tokio i w Tokijskim Uniwersytecie Studiów Międzynarodowych (TUFS).
Kōichi Kuyama jest aktywnym członkiem Instytutu Polskiego w Tokio, działającym przy Ambasadzie RP – od 2012 roku pełni tam funkcję eksperta do spraw teatru i filmu.

## Działalność naukowa
Przez lata Kōichi Kuyama opublikował ponad 40 artykułów naukowych z zakresu filologii słowiańskiej, skupiając się głównie na literaturze romantycznej polskiej i rosyjskiej.

## Nagrody
W 2017 roku został uhonorowany przez Ministra Spraw Zagranicznych Witolda Waszczykowskiego Odznaką Honorową „Bene Merito”.
W 2019 roku został laureatem Nagrody im. Stanisława Ignacego Witkiewicza, przyznawanej przez Polski Ośrodek Międzynarodowego Instytutu Teatralnego w Międzynarodowym Dniu Teatru. Nagroda ta przyznawana jest cudzoziemcom w ramach uznania ich działalności związanej z propagowaniem dramaturgii polskiej i teatru polskiego na świecie. W 2022 otrzymał brązowy Medal „Zasłużony Kulturze Gloria Artis”.

## Wybrane publikacje
- Nagisa Oshima o Andrzeju Wajdzie – przykład kreatywnej recepcji kinematografii polskiej w Japonii, w: Spotkania polonistyk trzech krajów – Chiny, Korea, Japonia – Rocznik 2012/2013, Międzynarodowa Konferencja Akademicka w Seulu.
- „Quo vadis” w Japonii – konteksty recepcyjne, w: Literatura polska w świecie. T. IV: Oblicza światowości, red. Romuald Cudak. Katowice, Gnome, 2012.
- O pracach translatorskich Yukio Kudo, autora japońskiego przekładu „Pana Tadeusza”, Wiek XIX: „Rocznik Towarzystwa Literackiego imienia Adama Mickiewicza” 2 (44), 2009.
- Wokół faktów i zagadek japońskiej recepcji „Pana Tadeusza”, w: Pan Tadeusz” i jego dziedzictwo. Recepcja, red. B. Dopart, Kraków, Universitas, 2006, s. 427–443.
- Pomnik Adama Mickiewicza w Japonii, „Rocznik Towarzystwa Literackiego imienia Adama Mickiewicza” 40, 2005.
- Tajemnice japońskiego przekładu „Nie-boskiej komedii” Zygmunta Krasińskiego, w: Wydalony z Parnasu. Księga poświęcona pamięci Zygmunta Krasińskiego. Materiały międzynarodowej konferencji naukowej poświęconej 140 rocznicy śmierci Zygmunta Krasińskiego, red. Jerzy Świdziński, Poznań, Wydawnictwo Poznańskiego Towarzystwa Przyjaciół Nauk, 2003.
- Recepcja Mickiewicza w Japonii, w: W dwusetną rocznicę urodzin Adama Mickiewicza. Materiały Międzynarodowej Konferencji Naukowej, 3–5 grudnia 1998, red. Jerzy Świdziński. Poznań, Wydawnictwo Poznańskiego Towarzystwa Przyjaciół Nauk, 2001.
- Dzieła Adama Mickiewicza w japońskim przekładzie Asai Kinzo (materiały nieopublikowane), „Slavica Occidentalis Iaponica”, 2000 nr 3.
- Interpretacja funkcji narratora w romansie wierszem „Eugeniusz Oniegin”, „Studia Rossica Posnaniensia” 21, 1991.
- O zainteresowaniach slawistycznych w Japonii, „Studia Rossica Posnaniensia” 22, 1991.

### Tłumaczenia literatury
- Książka dla dzieci Mały Chopin Michała Rusinka, przekład z polskiego na japoński[7]
- Czarne kwiaty Cypriana Kamila Norwida, przekład z polskiego na japoński
- Terminus, Fiasko (2007) i Maska[8] Stanisława Lema, przekład z polskiego na japoński
- Sonety krymskie (2013)[9], Konrad Wallenrod (2014)[10] Adama Mickiewicza, przekład z polskiego na japoński

### Tłumaczenia dramatów i sztuk teatralnych
- Sztuka Pechowy diabeł Asayi Fujity na podstawie bajki Akira Saneto, przekład z japońskiego na polski[11]
- Sztuka Pory roku Tsubame Kusunokiego, przekład z japońskiego na polski[12]
- Dramat Nasza Klasa. Historia w XVI lekcjach Tadeusza Słobodzianka, przekład z polskiego na japoński[13]

### Tłumaczenia dialogów filmowych
Kōichi Kuyama przetłumaczył na język japoński łącznie ponad 40 list dialogowych polskich filmów, wśród nich: Zemsta, Katyń, Pan Tadeusz, Wałęsa. Człowiek z nadziei, Tatarak, Plac Zbawiciela, Rewers, Pręgi, Powidoki, Popiół i diament, Dług.

### Inne tłumaczenia
- W 2020 roku przetłumaczył z języka japońskiego na język polski wszystkie plansze i teksty Wystawy z okazji 100. rocznicy urodzin św. Jana Pawła II[14].
- Pomagał profesorowi Yukio Kudo w japońskim przekładzie Pana Tadeusza, opracowując między innymi tabele historyczne mające pomóc w odbiorze lektury japońskiemu czytelnikowi[15].
- 9 listopada 2019 podczas Tokio Festiwalu tłumaczył symultanicznie wygłoszony przez profesora Dariusza Kosińskiego wykład „Sto lat niepodległości, sto lat teatru polskiego”[16].
- Z okazji otrzymania przez miasto Tarnowskie Góry certyfikatu UNESCO, przetłumaczył na język japoński informacyjne broszury turystyczne[17].